# Алтайские горы

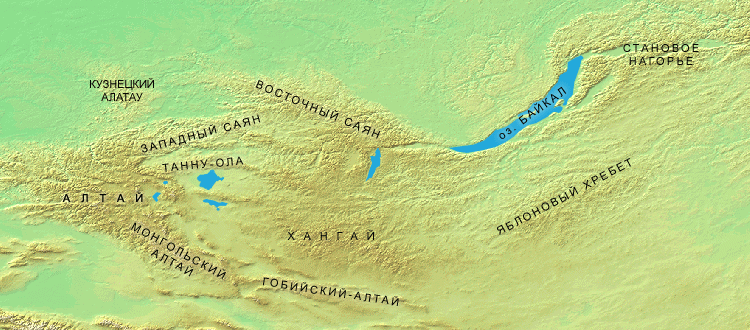

Алтайские горы, или Алта́й (монг. Алтайн нуруу, северноалт. Туулу Алтай — горный Алтай, алт. Алтай туулар, уйг. ئالتاي تاغلىرى‎, каз. Алтай таулары / Altay tawları, тув. Алдай даглары, кит. упр. 阿尔泰山脉, пиньинь Ā'ěrtài shānmài, палл. Аэртай шаньмай) — горная система в Азии, на юге Сибири и в Центральной Азии, состоящая из высокогорных и среднегорных хребтов, разделённых глубокими долинами рек и обширными внутригорными и межгорными котловинами. Входит в состав субширотной горной страны «горы Южной Сибири». Вытянут по долготе от 81 до 106° в. д., по широте от 42 до 52° с. ш. Простирается с северо-запада на юго-восток более чем на 2000 км. На севере и северо-западе граничит с Западно-Сибирской равниной, на западе отделён от Казахского мелкосопочника долиной реки Иртыш, на юге — с Джунгарской равниной, на юго-востоке — с пустыней Гоби, на востоке — с Долиной Больших Озёр, на северо-востоке — с горами Южной Тувы и Западным Саяном.
Горная система расположена на границе России (Алтайский край, Республика Тыва и Республика Алтай), Монголии (Баян-Ульгийский и Ховдский аймаки), Китая (Синцзян-Уйгурский автономный район) и Казахстана (Восточно-Казахстанская область). Алтайские горы являются водоразделом между бассейном Северного Ледовитого океана и бессточной областью Центральной Азии. Наивысшая точка — гора Белуха (4506 м).
Алтайский, Катунский заповедники и плоскогорье Укок в совокупности образуют объект Всемирного наследия ЮНЕСКО «Золотые горы Алтая».

## Этимология
Название Алтай является древним, и гипотезы о его происхождении различны.
- По сообщению немецкого филолога и географа А. Гумбольдта: «Алтай по-китайски и по-монгольски — „Золотая гора“ (Алтаун оола), или Кин-шань»[5].
- По версии Г. Рамстедта, название Алтай происходит от монгольского слова алт «золото», и местоименного форманта -тай, то есть от слова Алттай — «золотоносный», «место, где есть золото». Эта версия подтверждается тем, что китайцы раньше называли Алтай Цзиньшань «Золотые горы», что, очевидно, является калькой с монгольского названия[6].
- Радловым была выдвинута гипотеза о происхождении названия от тюркских слов ал «высокий», и тай «гора», но современными учёными она отвергается[7].

## Геологическая история
Геологи считают, что горы сформировались в каледонскую эпоху, но испытали вторичный подъём в мезозойскую и кайнозойскую эры.
Согласно современной концепции тектоники литосферных плит, начало формирования Алтайской горно-складчатой системы могло быть связано со столкновением океанических островов и поднятий (Курайское, Бийско-Катунское) с тектоническими блоками палеоостровной дуги (Уйменско-Лебедской, Горно-Шорский, Телецкий, Чулышманский).
В кембрии блоки Горного Алтая представляли собой зрелую островодужную систему. Начиная со среднего кембрия могли иметь место столкновения Горно-Алтайского блока со смежными структурами Салаира, Кузнецкого Алатау, Западного Саяна, сопровождавшаяся интенсивными сдвиговыми деформациями. В районах восточной части Горного Алтая эти деформационные события выражены перерывами в осадконакоплении и вулканизме, а также локальными проявлениями адакитового, субщелочного гранитоидного и сиенитового интрузивного магматизма. На юго-западе в это время ещё существовало море.
В каледонскую эпоху (поздний кембрий — ордовик), структура, вмещающая Алтайские горы, была причленена к Сибири, но этот деформационный этап практически не отражен в геологии региона, кроме перерыва в осадконакоплении и повсеместном прекращении вулканизма. В ордовике и раннем силуре регион был затоплен мелководным бассейном. По-видимому, имело место раскрытие океанического бассейна к западу от Горного Алтая. В герцинское время (девон-пермь) океан, расположенный к югу и западу от Горного Алтая стал закрываться. В Горном Алтае процесс сопровождался заложением зон субдукции, интенсивным вулканизмом, подобным современной Андийской активной континентальной окраине. Начиная с позднего девона, имели место многочисленные аккреционно-коллизионные события: причленение островодужных блоков Рудного Алтая, косая коллизия Алтае-Монгольского микроконтинента, и повторное столкновение с Казахстанским составным террейном.
В мезозойскую эру Алтайские горы постепенно разрушались под действием солнца, ветра и других природных сил, тем не менее в регионе известны проявления юрского внутриплитного магматизма, и связанные с ним месторождения. За миллионы лет бывшая горная страна превратилась в равнину с возвышенными участками. В кайнозойскую эру на Алтае вновь возникают тектонические процессы альпийского горообразования, сформировавшие современный рельеф.

### Современное горообразование
Горообразование Алтая продолжается и в настоящее время: свидетельством этому являются землетрясение 2003 года и подземные толчки после него. В результате этого южные хребты поднимаются в среднем на полтора-два сантиметра в год. При этом активных вулканов на Алтае нет (есть лишь древние самого разного возраста).
Основной источник геологических событий на Алтае — столкновение Индии с Евразийским континентом. В юго-восточном Алтае обнаружены следы трёх мощных землетрясений (магнитудой от 7 и выше), произошедших около 5500, 3400-3100 и 1300 лет назад.

## Рельеф
На Алтае выделяются три основных типа рельефа: поверхность остаточного древнего пенеплена, альпийский ледниковый высокогорный рельеф и среднегорный рельеф.
Древний пенеплен представляет собой высокие горные массивы с широким развитием поверхностей выравнивания и крутыми, ступенчатыми, изменёнными регрессивной эрозией склонами. Над поверхностями выравнивания возвышаются отдельные вершины и небольшие хребты, сложенные более твёрдыми породами с относительными превышениями 200—400 м.
Останцовые участки пенеплена с высотами более 2000 м видоизменены деятельностью древних ледников — изрезаны карами, изобилуют моренными холмами и озёрными котловинами.
Выровненные поверхности древнего пенеплена занимают примерно около 1/3 всей территории Алтая. Это главным образом южные и юго-восточные районы горной области — плоскогорье Укок, Чулышманское нагорье, Улаганское плато. Встречаются участки пенеплена и в среднегорье (Коргонский, Тигирецкий, Теректинский хребты и др.) и в низкогорье.
Альпийский рельеф на Алтае поднимается над поверхностью древнего пенеплена и занимает более высокие участки хребтов Катунского, Чуйских, Курайского, Сайлюгема, Чихачёва, Шапшальского, Южный Алтай, Сарымсакты. Альпийский рельеф менее распространён, чем поверхность древнего пенеплена. Хребты с альпийскими формами рельефа — это наиболее приподнятые их осевые части (до 4000-4500 м), сильно расчлененные эрозией и морозным выветриванием. Основными формами рельефа здесь являются островершинные пики и карлинги, кары, троговые долины с озёрными котловинами, моренные холмы и гряды, обвалы, осыпи, морозно-солифлюкционные образования. Общая закономерность высокогорного альпийского рельефа на Алтае — выравнивание междуречий и уменьшение глубины долин по мере удаления от осевых частей хребтов к их перифериям.

Среднегорный рельеф имеет высоты от 800 до 1800—2000 м и занимает более половины территории Алтая. Верхний предел распространения среднегорного рельефа ограничивается плоскостью древнего пенеплена, но эта граница не резкая. Рельеф здесь характеризуется сглаженными, округлыми формами невысоких хребтов и их отрогов, разделённых речными долинами. Обширная, густая гидрографическая сеть способствовала сильному эрозионному расчленению среднегорья. Глубина речных долин достигает 300—800 м. Среднегорный эрозионный рельеф распространён преимущественно в северных, северо-западных и западных частях Алтая. В интервале высот от 1000 до 2000 м он характеризуется массивными скалистыми гребнями, с преобладанием крутых склонов и узкими V-образными или террасированными долинами (Катунь, Бия). В интервале высот 500—1200 м верхние части склонов хребтов более мягкие, выровненные. Долины более широкие с хорошо развитыми поймами и с меандрирующими руслами.

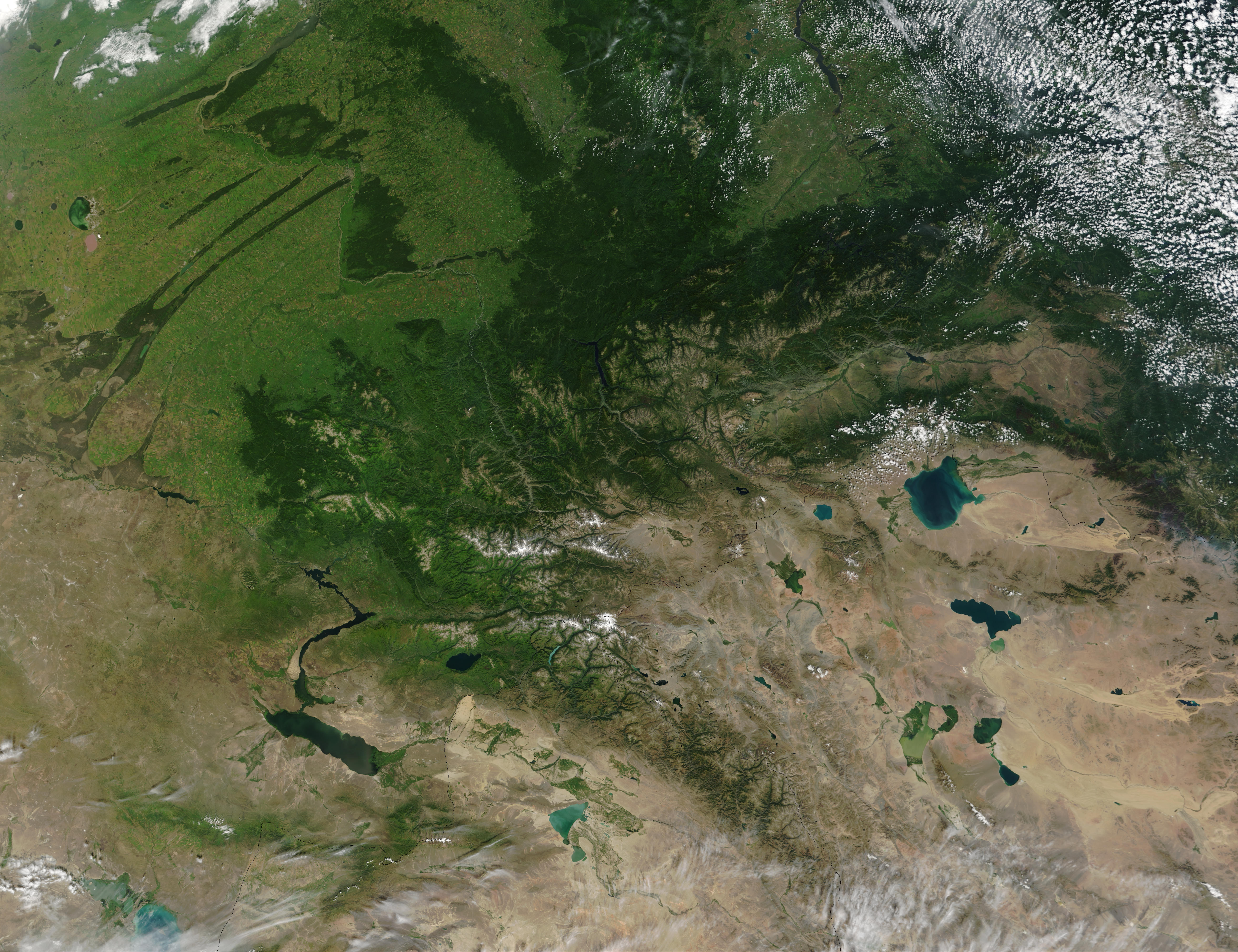
Спутниковый снимок

Выделяется на Алтае и равнинный рельеф, который охватывает периферическую часть горной области и занимает пространство между предгорными равнинами и среднегорьем. Абсолютные высоты колеблются от 400 до 800 м, а в отдельные вершины достигают 1000 м. Рельеф низкогорья характеризуется уплощёнными или куполовидными междуречьями и пологими делювиальными склонами. Вблизи крупных долин и северного «фаса» Алтая расчленение низкогорного рельефа особенно дробное. В некоторых местах он имеет вид скалистого «бедленда» — мелкосопочника.
Характерной особенностью рельефа Алтая является широкое распространение внутри горных разновысотных котловин. Они занимают широтные долины-грабены и относятся к областям тектонического опускания. Это Чуйская, Курайская, Джулукульская, Бертекская, Самохинская, Уймонская, Абайская, Канская внутригорные котловины. Некоторые из них располагаются на значительной высоте и поэтому подвергались действию древних ледников, сформировавших рельеф их днищ, другие находятся на низких (средневысотные) уровнях и больше подвергались воздействию аккумулятивной деятельности, являясь вместилищами древних озёрных бассейнов.
Российский Алтай делится на Южный Алтай (Юго-Западный), Юго-Восточный Алтай и Восточный Алтай, Центральный Алтай, Северный и Северо-Восточный Алтай, Северо-Западный Алтай.

## Хребты
1. Калбинский
2. Убинский
3. Ивановский
4. Ульбинский
5. Нарымский
6. Курчумский
7. Азутау[каз.]
8. Сарымсакты
9. Тигирецкий
10. Коксуский
11. Холзун
12. Листвяга
13. Коргонский
14. Катунский
15. Бащелакский
16. Ануйский
17. Чергинский
18. Семинский
19. Иолго
20. Сумультинский
21. Алтынту
22. Тонгош
23. Айгулакский
24. Теректинский
25. Северо-Чуйский
26. Южно-Чуйский
27. Курайский
28. Сайлюгем
29. Южный Алтай
30. Чихачева
31. Колыванский
32. Шапшальский
33. Куминский
34. Аж-Богд
35. Бийская Грива
36. Гурван-Сайхан-Уул
37. Их-Богдын-Нуру
38. Белтирду
39. Таван-Богдо-Ула
40. Горный массив Корбу
41. Делоне хребет
42. Хребет Мажиган
43. Чуйские белки[13][14]

## Климат
Континентальный климат Алтая характеризуется тёплым и дождливым летом, холодной и малоснежной зимой в предгорьях, частыми инверсиями температуры и мощным снеговым покровом в горах.

## Особо охраняемые природные территории
В число особо охраняемых природных территорий входят 5 объектов, называемые Золотые горы Алтая:
- Алтайский заповедник,
- охранная полоса вокруг Телецкого озера,
- Катунский заповедник,
- природный парк Белуха,
- Зона покоя Укок[4].

С 1998 года Золотые горы Алтая включены в список Всемирного наследия. Создан ряд заказников. Природные ландшафты и отдельные памятники природы охраняются также в Маркакольском заповеднике.

## Флора и фауна
По данным историков, в предгорьях Алтая до XIX века встречались тигры.

## Галерея

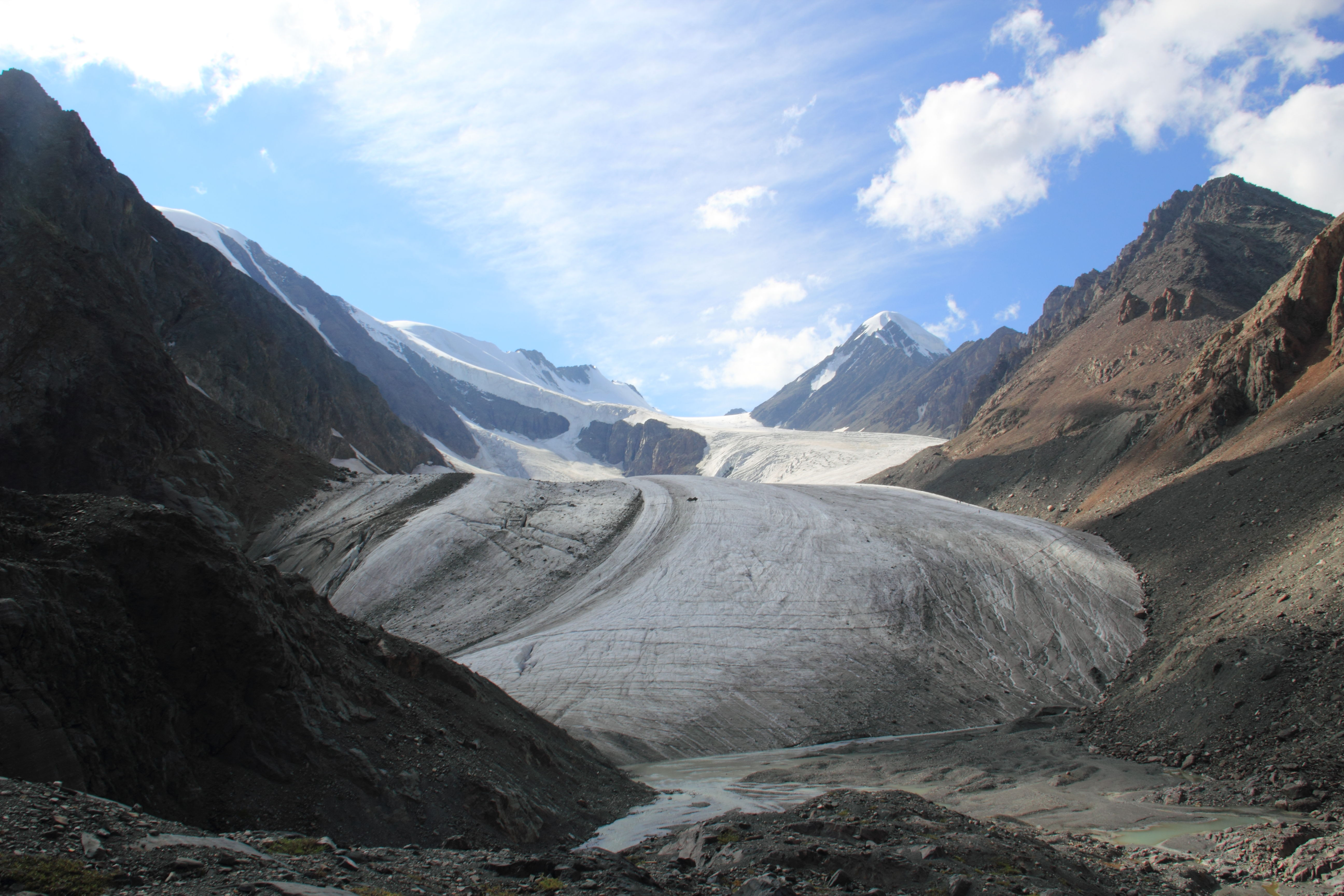
Ледник Большой Актру, Республика Алтай
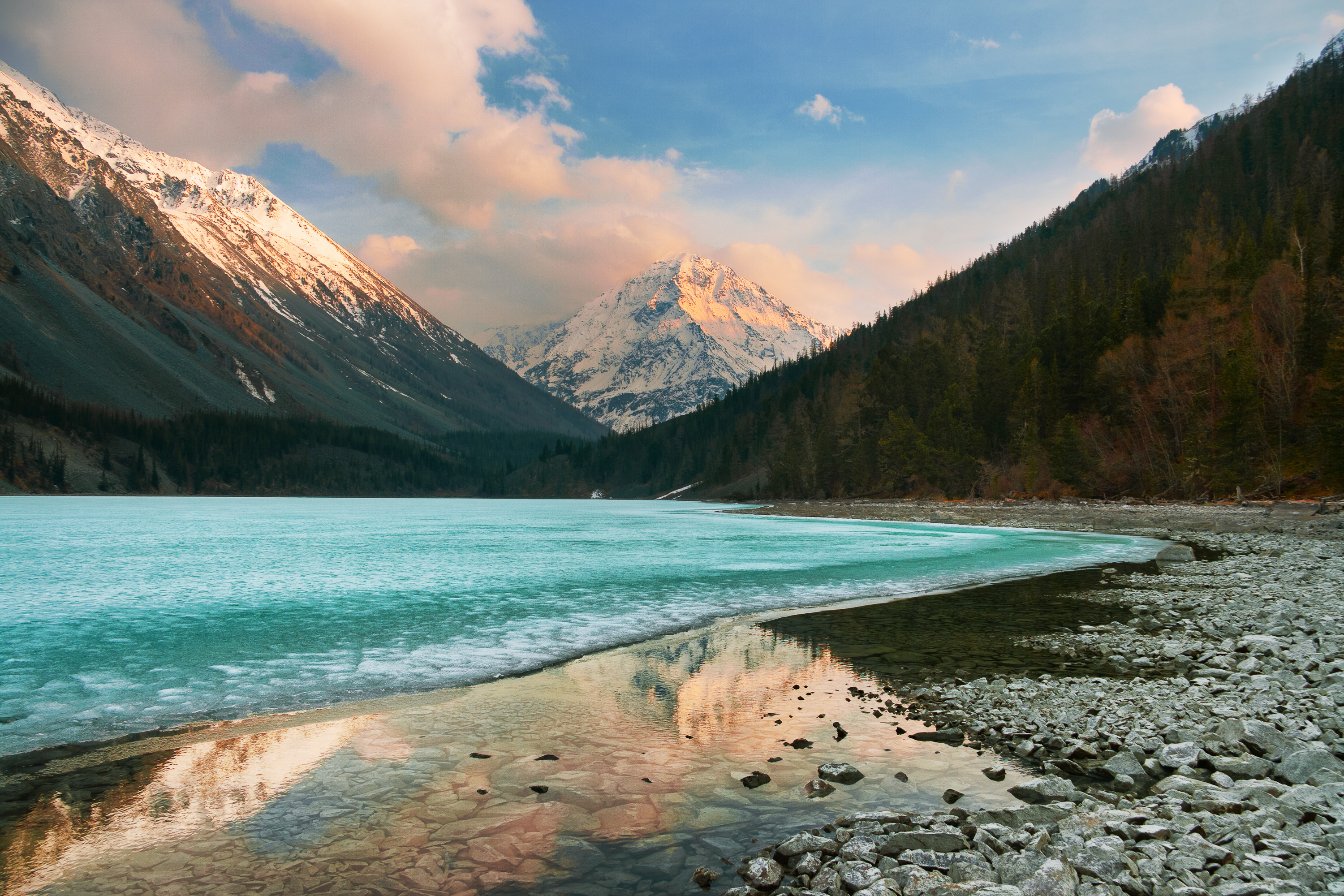
Кучерлинское озеро, Республика Алтай
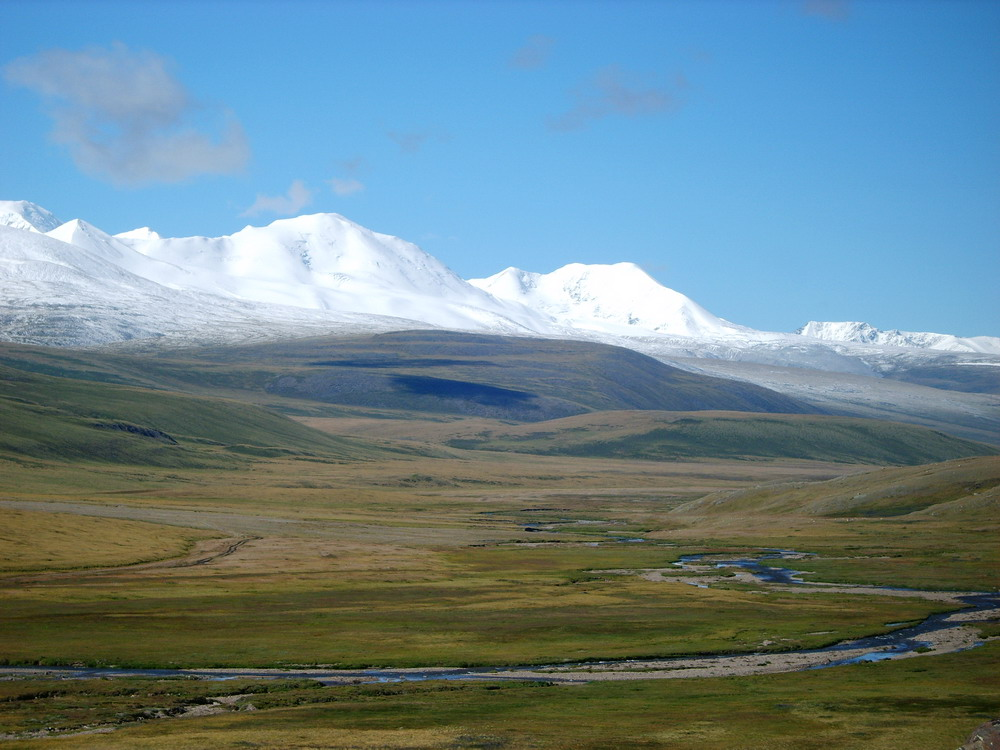
Плоскогорье Укок
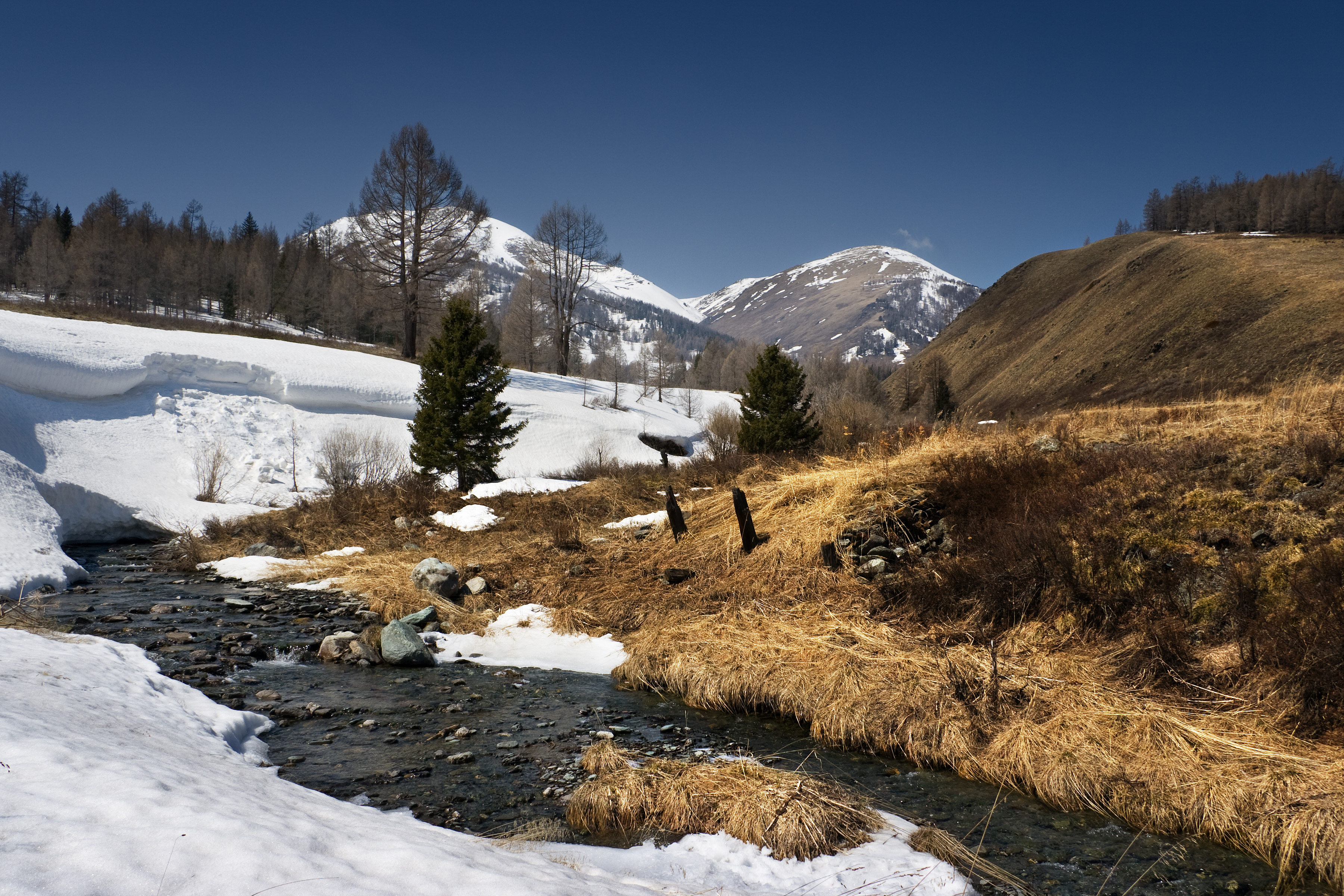
Маркакольский заповедник, Восточный Казахстан
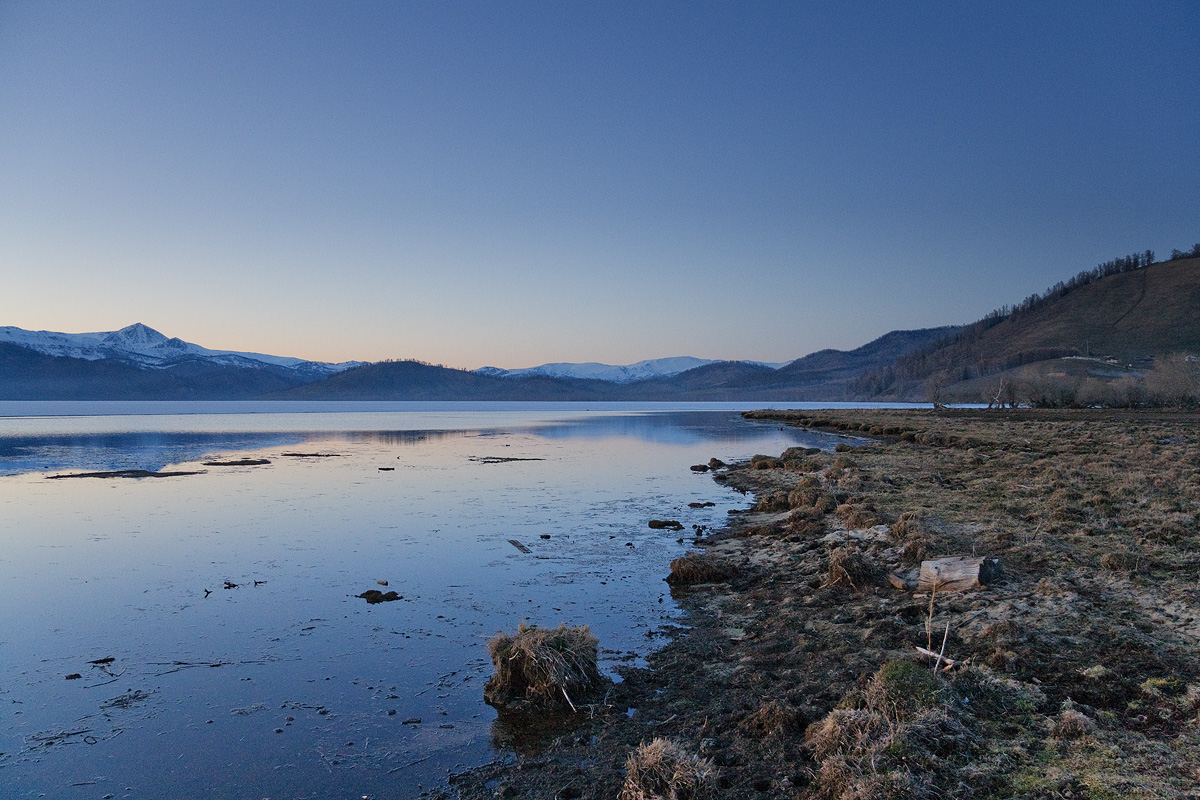
оз. Маркаколь, Восточный Казахстан
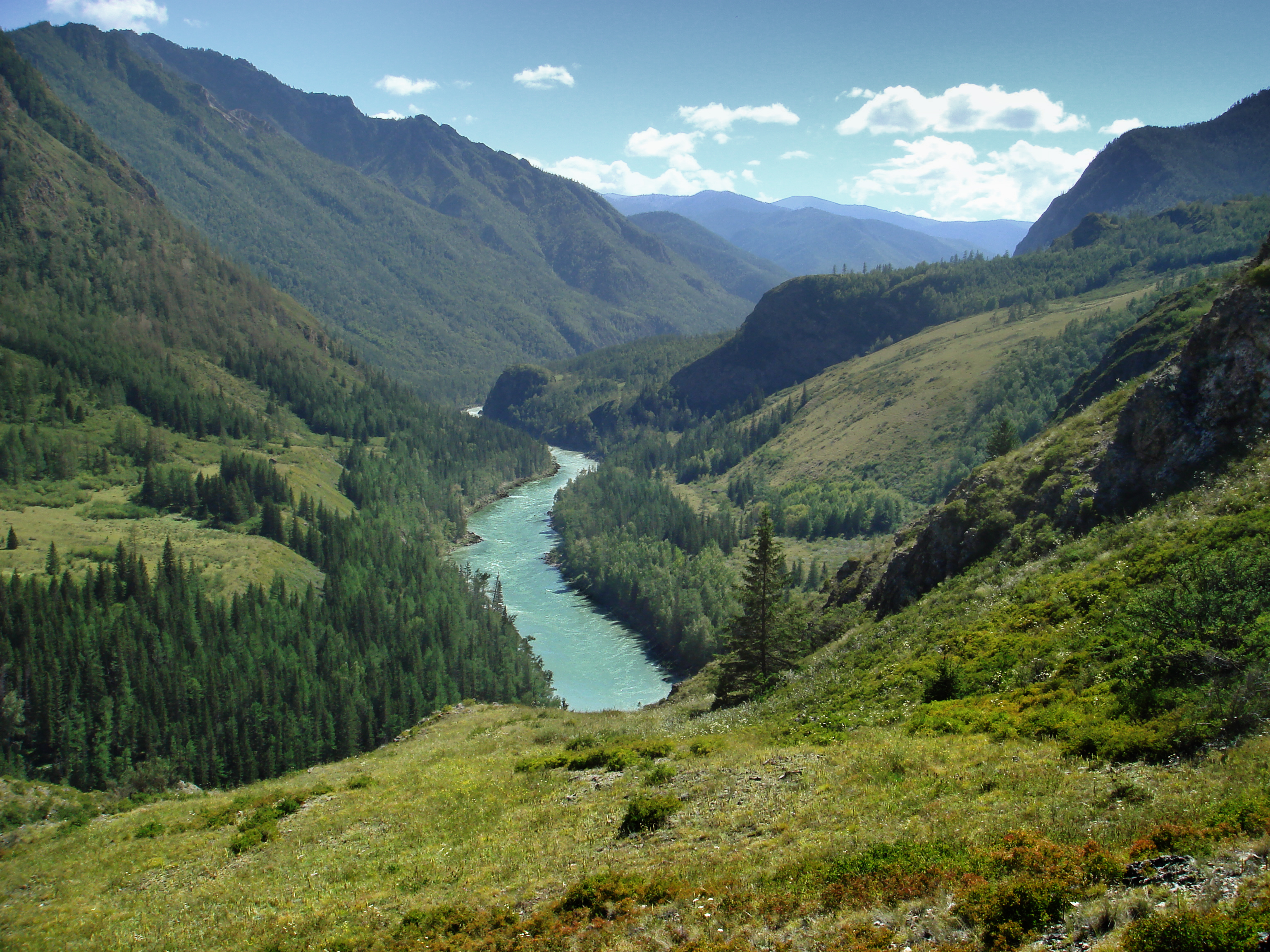
р. Катунь, Республика Алтай
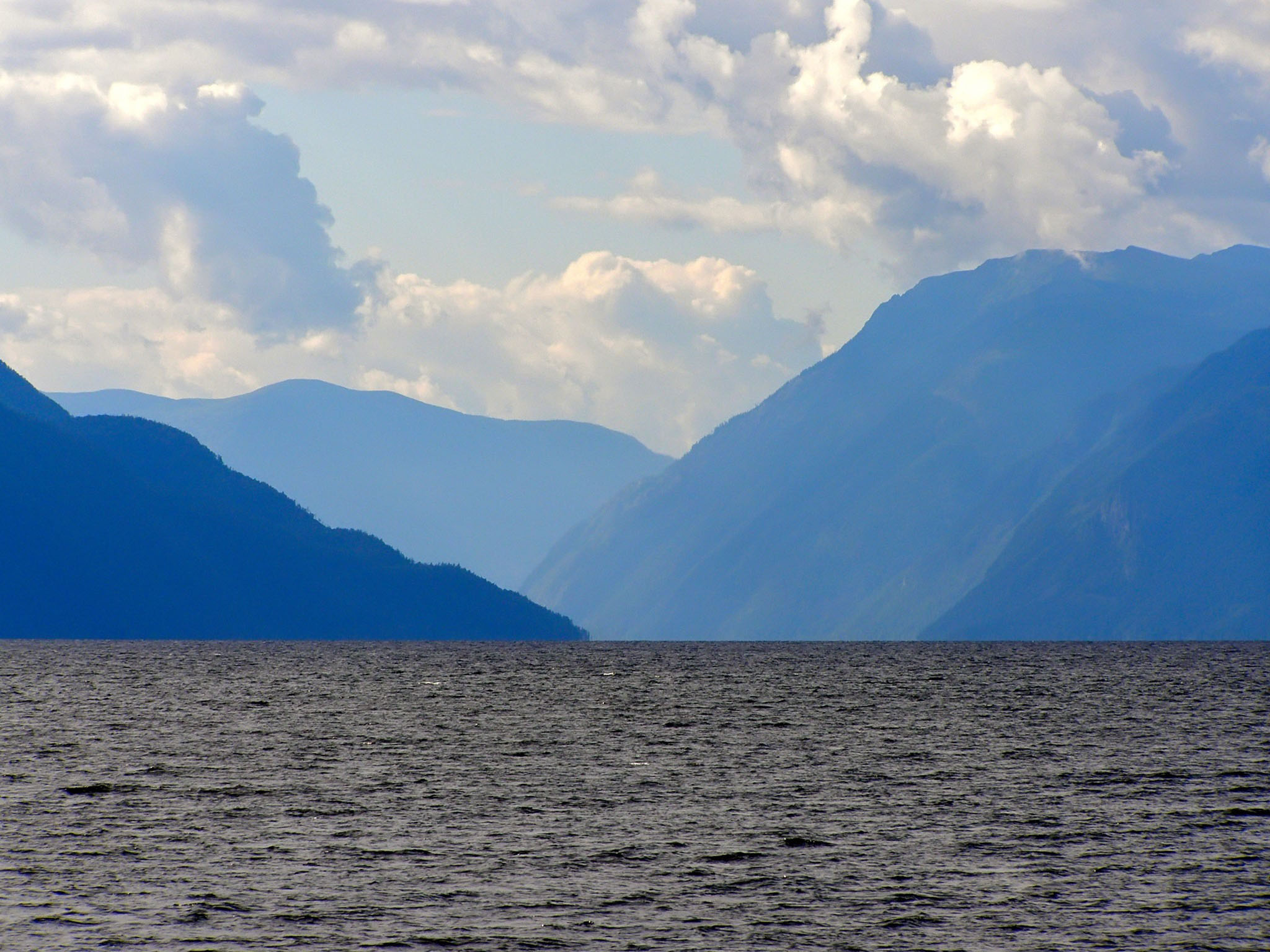
Телецкое озеро, Республика Алтай
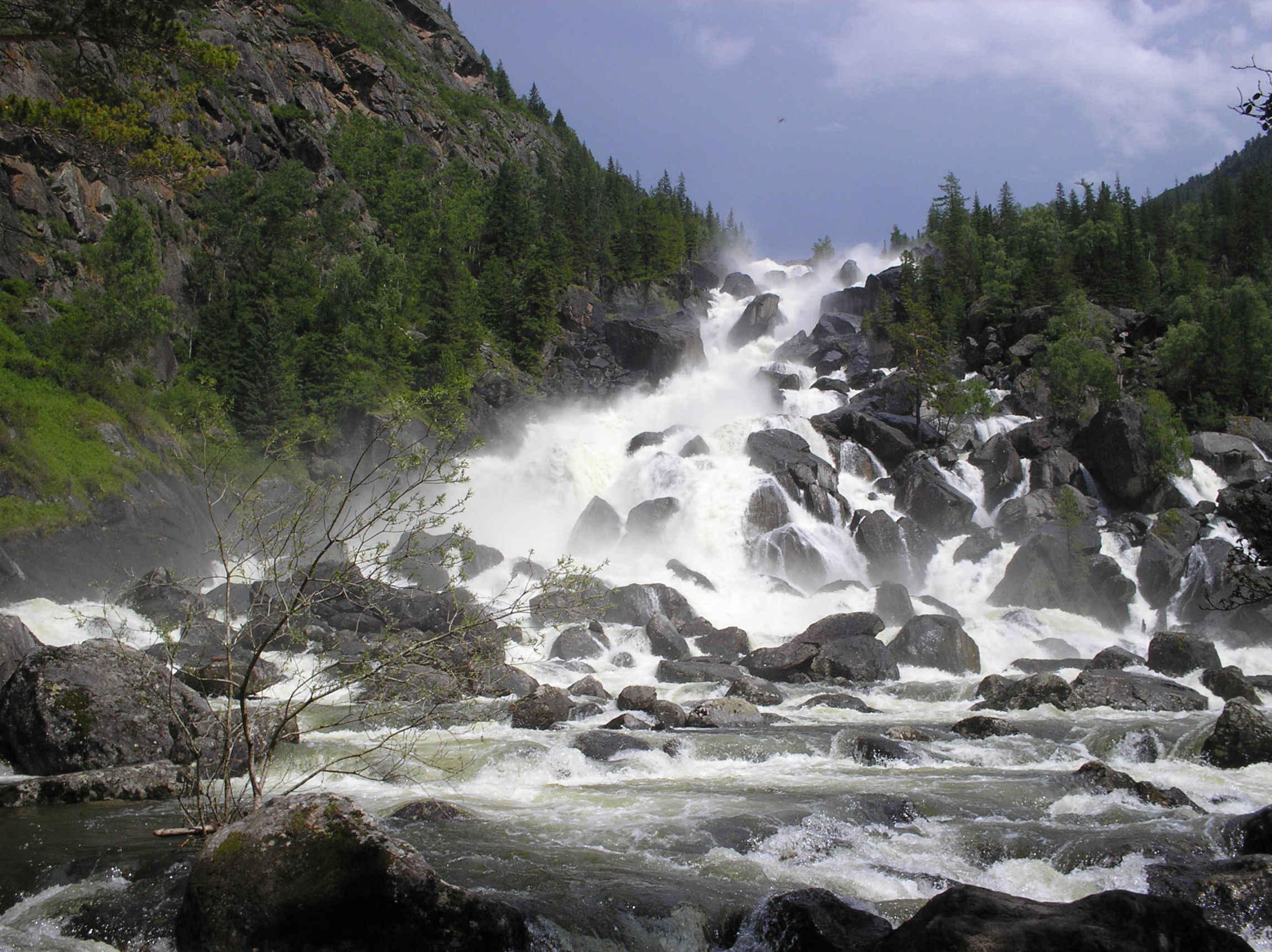
Водопад Учар
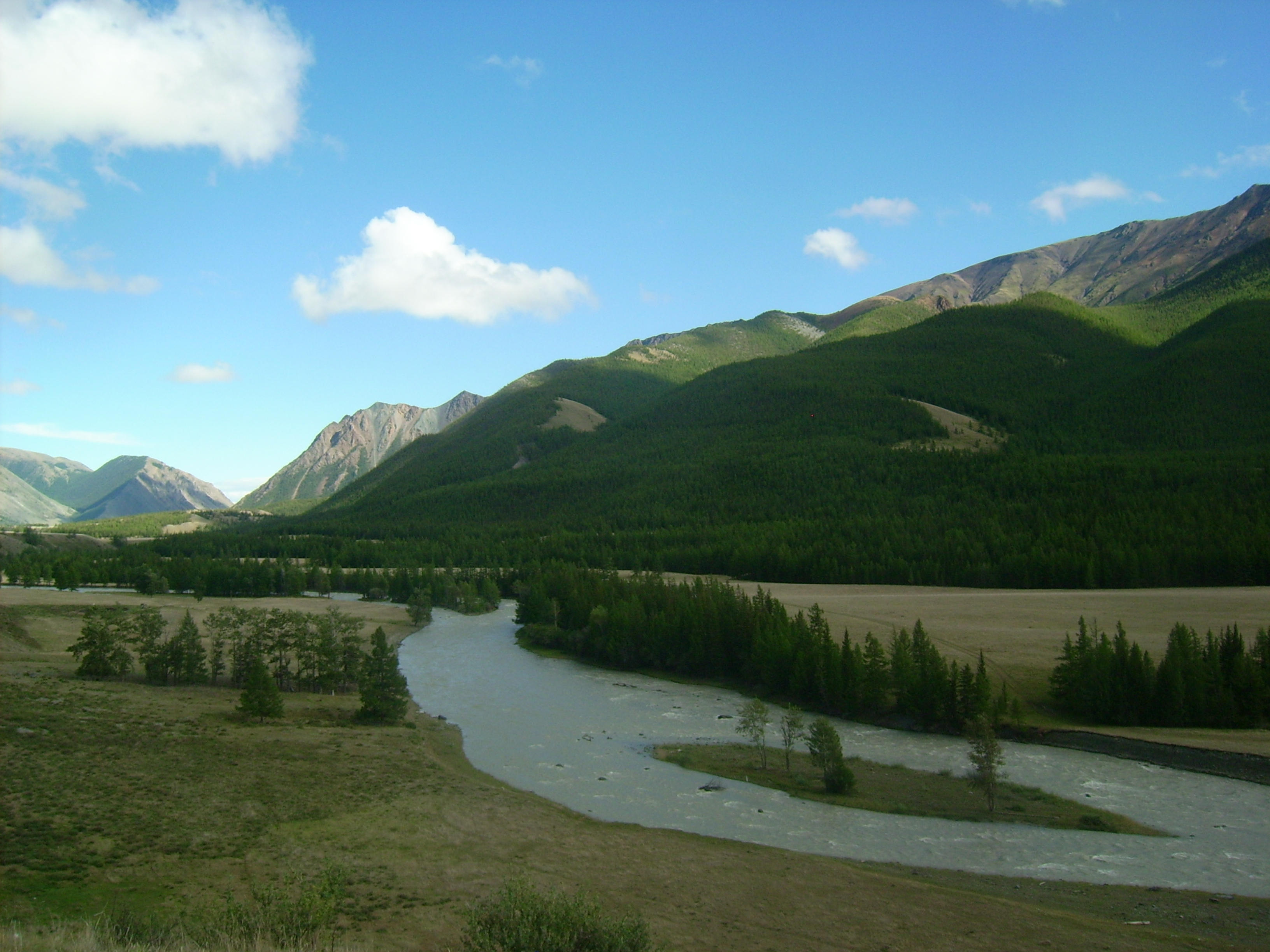
р. Чуя, Республика Алтай
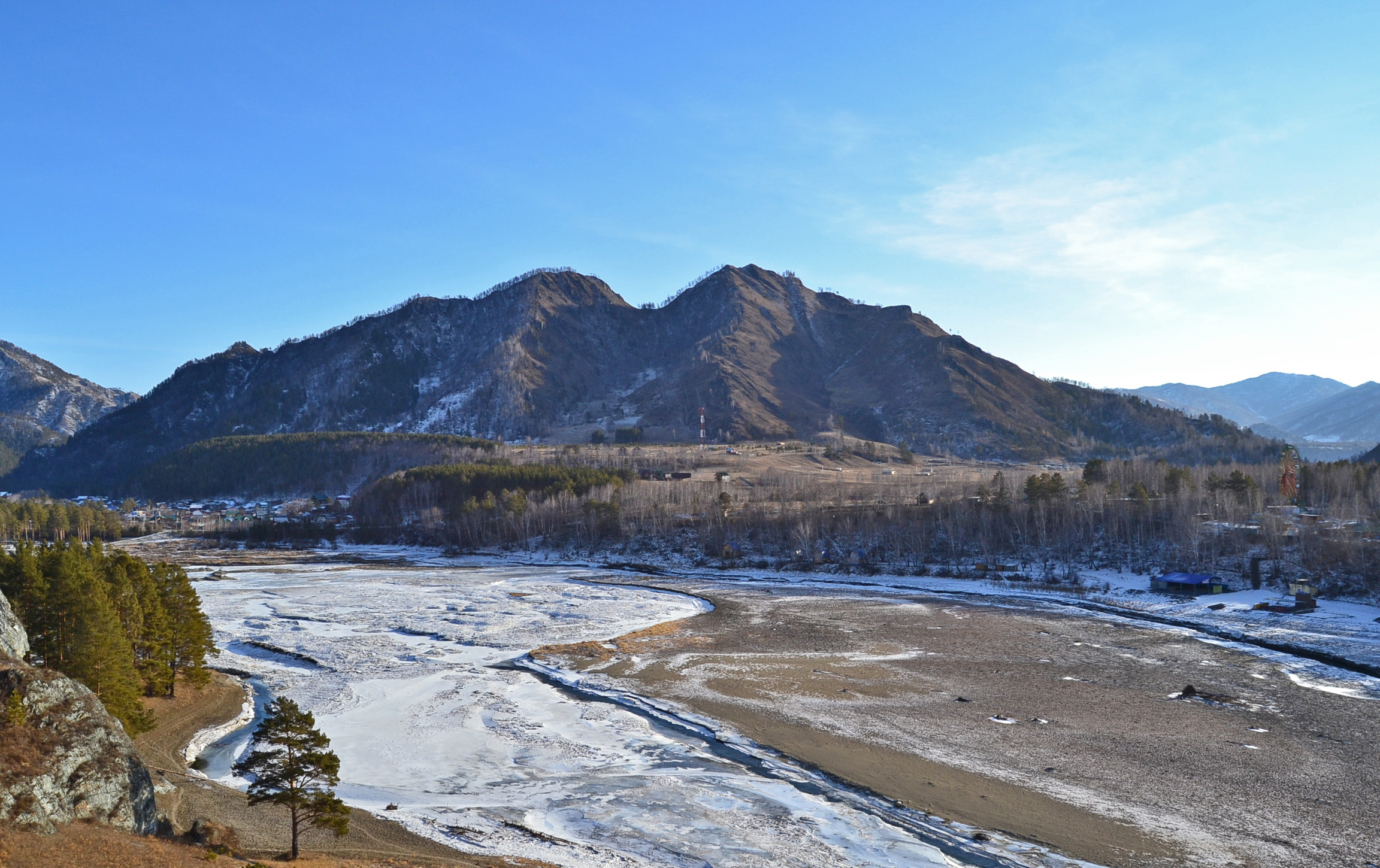
река Чемал
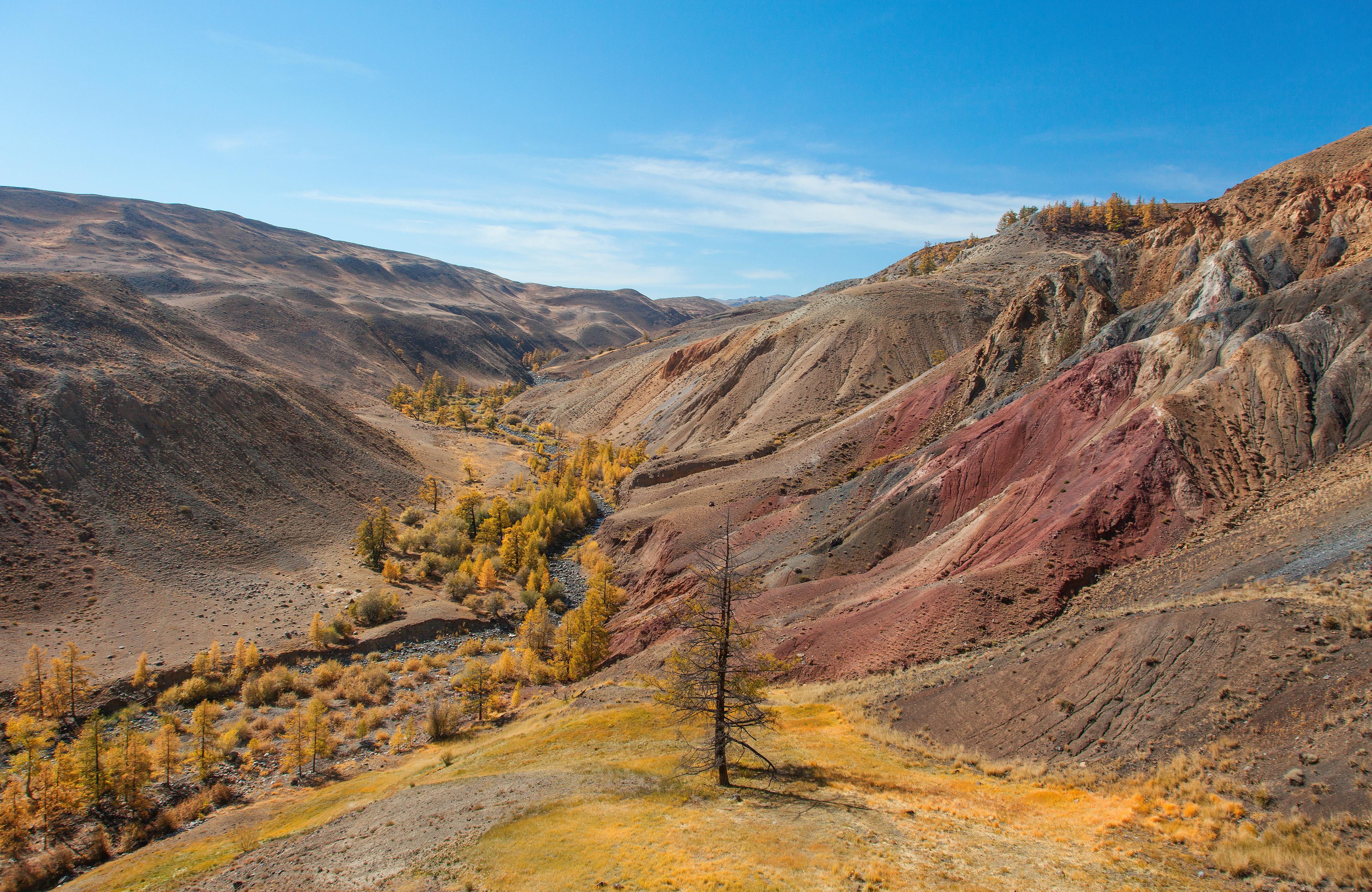
Кызылчин
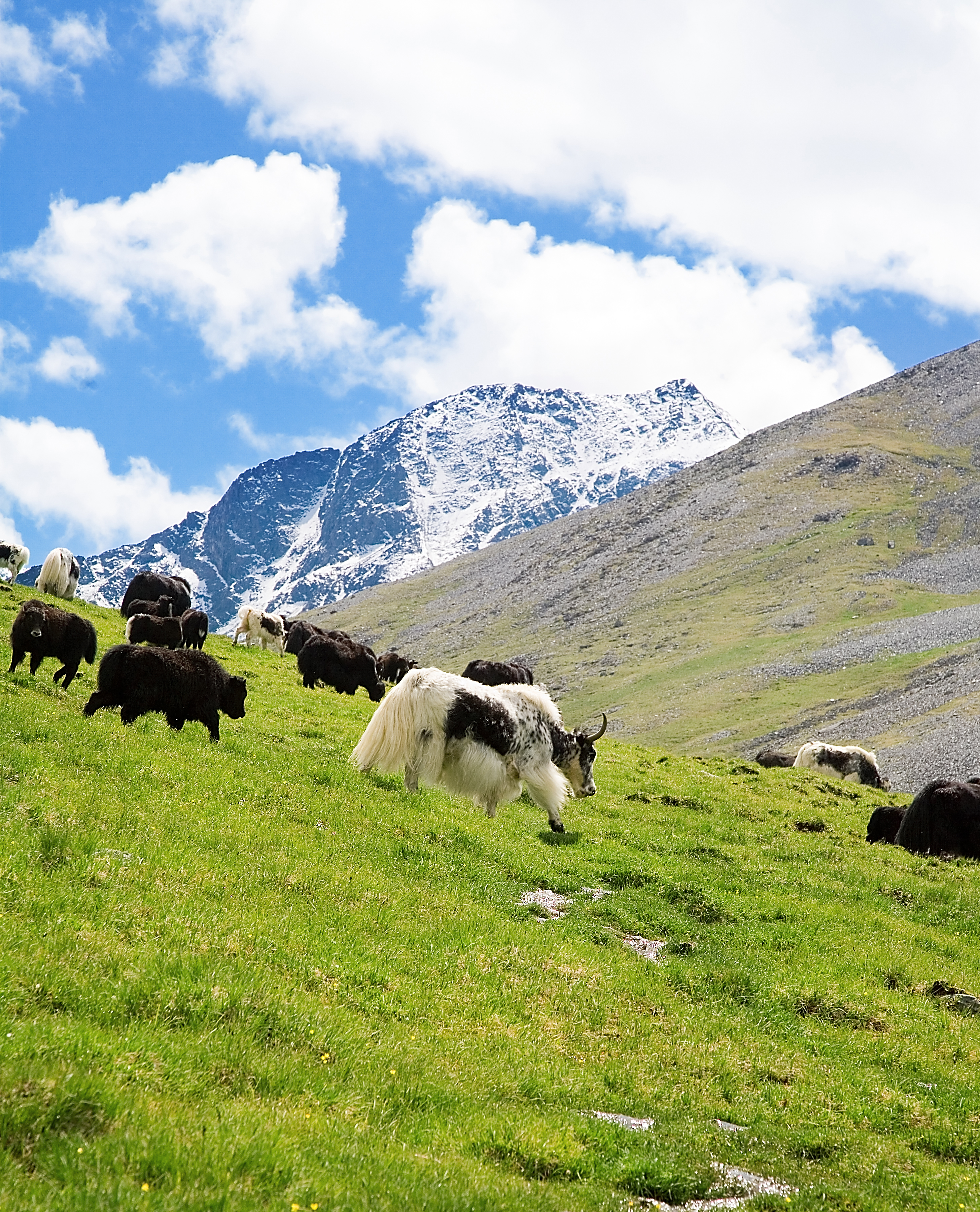
Елангаш
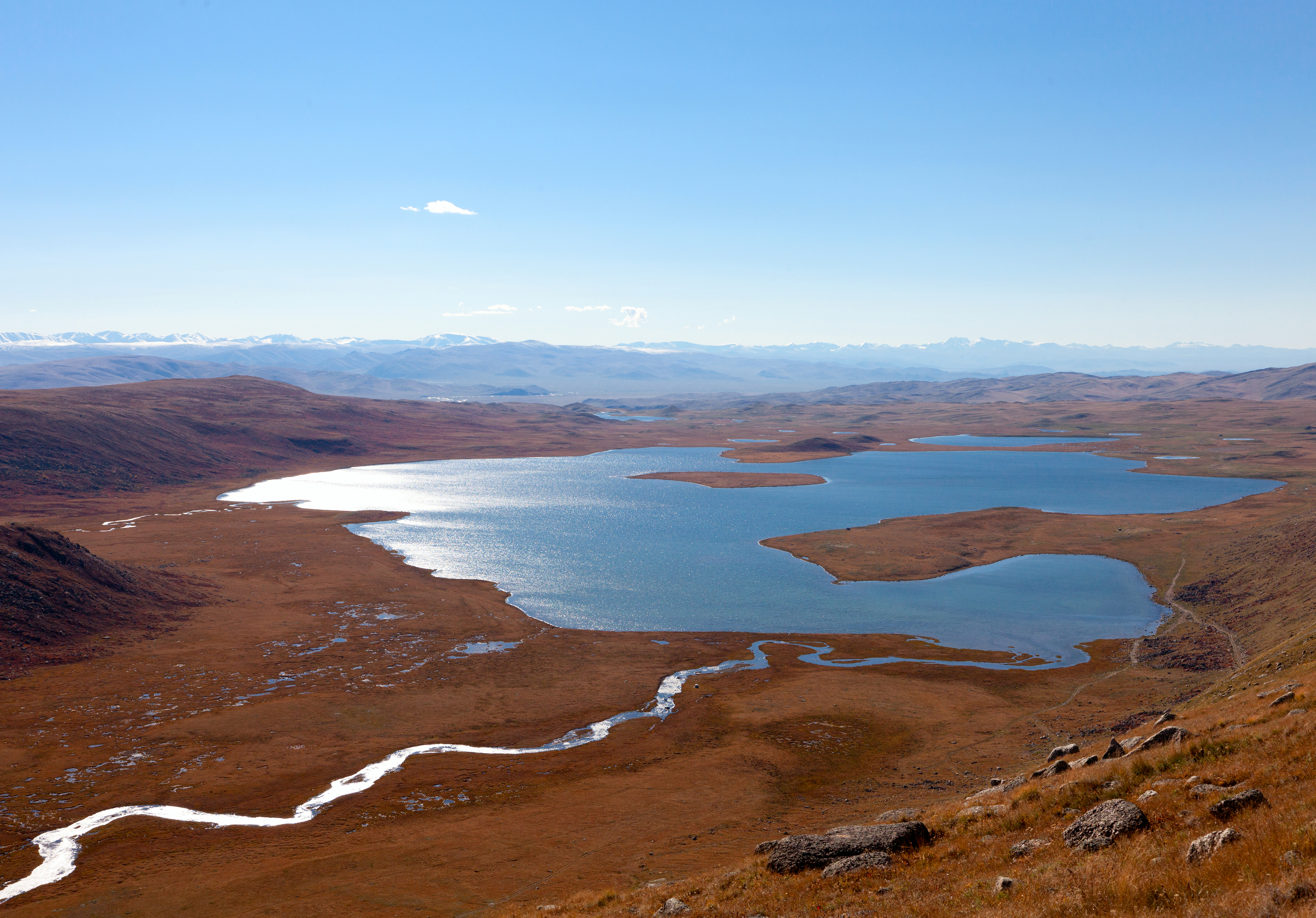
озеро Киндыктыкуль
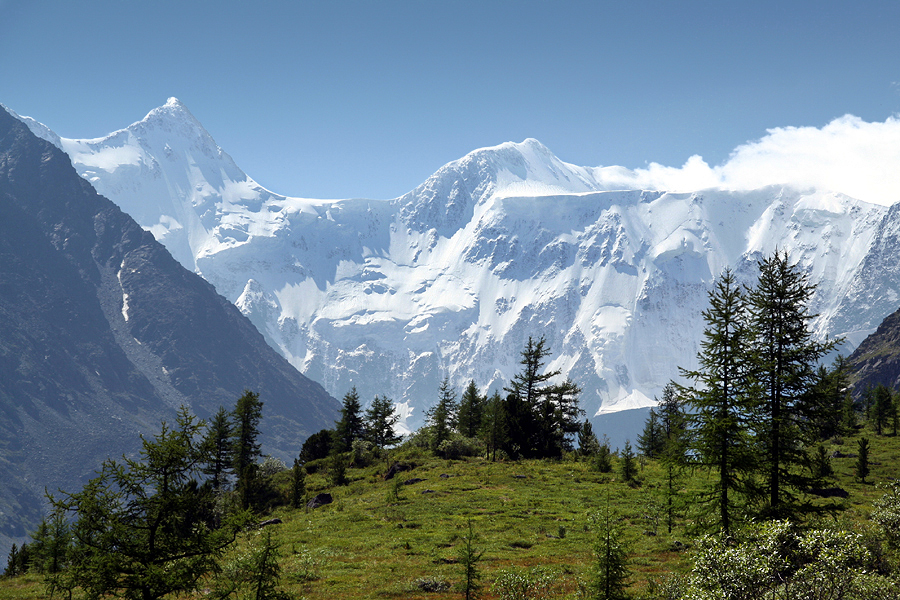
г. Белуха — высшая точка Алтайских гор и Сибири